# Mark Salzman
Mark Joseph Salzman (* 3. Dezember 1959 in Greenwich, Connecticut) ist ein US-amerikanischer Schriftsteller, der bekannt wurde durch seinen 1986 veröffentlichten China-Bericht Eisen und Seide.

## Leben
Mark Salzman wuchs in Ridgefield, US-Bundesstaat Connecticut, als ältestes Kind einer Klavierlehrerin und eines Sozialarbeiters auf.
Er studierte chinesische Sprache und Literatur an der Yale-Universität, schloss sein Studium mit Bestnote ab und ging 1982 für zwei Jahre nach Changsha, der Hauptstadt der chinesischen Provinz Hunan, um am Hunan Medical College (湖南医学院) Englisch zu unterrichten. Nebenher übte er chinesischen Kampfsport beim renommierten Wushu-Lehrer Pan Qingfu (潘清福).
Das Buch „Eisen und Seide“ wurde 1990 nach einem Drehbuch von Salzman mit ihm selbst in der Hauptrolle verfilmt.

## Werke
Deutsch
- Das lachende Sutra. Roman. Droemer Knaur, München 1995, ISBN 978-3-426-03244-2.
- Der Solist. Droemer Knaur, München 1996, ISBN 978-3-426-60491-5.
- Eisen und Seide. Begegnungen mit China. Droemer Knaur, München 1999, ISBN 978-3-426-03084-4.
- Frisbee, Buddha und Kung Fu. Droemer Knaur, München 1997, ISBN 978-3-426-60498-4.

Englisch
- Iron & Silk (1986), ISBN 0-394-55156-7
- The Laughing Sutra (1991)
- The Soloist (1994)
- Lost in Place: Growing Up Absurd in Suburbia (1995)
- Lying Awake (2000)
- True Notebooks (2003)
- The Man in the Empty Boat (2012)